# Ghilarovus humeridens
Ghilarovus humeridens är en kvalsterart som beskrevs av Krivolutsky 1966. Ghilarovus humeridens ingår i släktet Ghilarovus och familjen Zetomotrichidae. Inga underarter finns listade i Catalogue of Life.